# Disobedience
Disobedience és una pel·lícula film britànico- estatunidenca-irlandesa dirigida per Sebastián Lelio, estrenada l'any 2017.

## Argument
Ronit és una jove dona independent que treballa com fotògrafa als Estats Units. Va créixer a Londres en un medi jueu-ortodox del que va fugir fa diversos anys. Després de la mort del seu pare rabí, Ronit hi torna per assistir al funeral. La severa comunitat jueva queda enterbolida per la seva reaparició, però també pels sentiments que experimenta encara per a la seva millor amiga Esti. Esti respon als seus sentiments encara que estigui casada amb un futur rabí.

## Repartiment
- Rachel McAdams: Esti
- Rachel Weisz: Ronit
- Alessandro Nivola: Rabí Dovid Kuperman
- Anton Lesser: Rav Krushka
- Bernice Stegers: tia Fruma
- Allan Corduner: oncle Moshe
- Nicholas Woodeson: Rabí Goldfarb
- Liza Sadovy: Rebbetzin Goldfarb
- Clara Francis: Hinda
- Mark Stobbart: Lev
- Caroline Gruber: Hannah Shapiro
- Alexis Zegerman: RiukaDavid Rooney

## Rebuda
- "Una exploració captivadora de l'amor, la fe, la sexualitat i la llibertat personal (...) Bellament interpretada per Rachel Weisz, Rachel McAdams i Alessandro Nivola"[1]

- "[Un] retrat impressionant, matisat amb calidesa (...) És un altre èxit en el que comença a ser una carrera important (...) El seu erotisme compleix una funció"[2]

- "[Amb] una concisió narrativa aliena a les floritures, i amb la complicitat d'un repartiment entregadísim (...) en una demostració del talent [del] cineasta (…) Puntuació: ★★★★ (sobre 5)"[3]
- "...el retrat d'una feminitat que no encaixa amb les normes...perquè l'atracció entre dues dones posa contra les cordes l'axfisiant tradició d'una comunitat jueva al nord de Londres"[4]

### Seleccions
- Festival internacional de cinema de Toronto 2017: en selecció en secció Special Presentations.
- Festival de cinema de Cabourg 2018: selecció en competició.